# Ratusz w Nowej Częstochowie
Ratusz w Nowej Częstochowie – ratusz, który znajdował się w Częstochowie w dzielnicy Częstochówka-Parkitka. Zniszczony prawdopodobnie podczas konfederacji barskiej.

## Historia
Ratusz został zbudowany po 1717 roku, gdy Nowa Częstochowa uzyskała prawa miejskie. Powstała wówczas budowla wzniesiona została przez cieślę Stanisława Olszackiego, co wskazuje, że ratusz był drewniany. O ratuszu niewiele wiadomo, na pewno był konstrukcją piętrową i położony był najprawdopodobniej we wschodniej części Rynku Wieluńskiego.
Data zniszczenia ratusza nie jest znana, prawdopodobnie został spalony razem z całym miastem w czasie konfederacji barskiej. W 1826 roku Nową Częstochowę połączono ze Starą Częstochową, a wyrazem równości dwóch organizmów było zbudowanie nowego ratusza w połowie drogi między nimi, na obecnym pl. Biegańskiego.
Wśród części mieszkańców popularna jest teoria, jakoby na miejscu zburzonego ratusza powstał kościół Pana Jezusa Konającego, co nie jest możliwe, ponieważ obie budowle umieszczono na przeciwległych końcach Rynku Wieluńskiego.